# مورسنگ‌چشم بزرگ
مورسنگ‌چشم بزرگ (نام علمی: Taraba major) نام یک گونه از تیره مورچه‌مرغ است.